# ガボン民主党
ガボン民主党（ガボンみんしゅとう）は、ガボンの政党。同国のレオン・ムバ初代大統領が設立した政党。前身は1953年設立のガボン民主連合で、1968年に現在の名称に改称してから1991年まで、一党独裁制を敷いた。

## 現況
PDGは特定のイデオロギーに基づき活動を行うというより、前党首のオマール・ボンゴ・オンディンバ前大統領や、その息子である現党首のアリー・ボンゴ・オンディンバ大統領が属するバテケ族の利益を代表する意味合いが強い。さらに、PDGはボンゴ一族のカリスマ支配に基礎を置いているため、事実上の個人政党ともいえる。1991年にガボンでは憲法が改正され、複数政党制が承認されたが、オマール・ボンゴ・オンディンバは1967年以来2009年に死亡するまで一貫して大統領の座にあり、死後も民主的あるいは公正といった点で疑問の残る大統領選挙によってアリー・ボンゴ・オンディンバが政権を継承するなど、PDGも党名とは裏腹に権威主義体制のもと、絶対多数を確保した安定与党の地位を未だ揺るがせていない。40年以上にわたる独裁体制で国内にネットワークを張り巡らせたPDGと、脆弱な野党陣営の勢力差は大きく、現時点での政権交代の可能性は低いと見られている。
2023年にクーデターによりアリー・ボンゴ・オンディンバ大統領が失脚し、息子であるノウレディン・ボンゴ・バレンティン大統領府統括調整官や民主党幹部ら5人が逮捕されたため、事実上の活動停止となっている。

## 党名
- フランス語ではParti Démocratique Gabonaisで、略称はPDG
- 英語ではGabonese Democratic Party